# Professional Development League Sub-23 2016–17
La Professional Development League Sub-23 2016–17 es la quinta temporada de la Professional Development League, y la primera desde que el rango de edad se elevó de Sub-21 a Sub-23.

## Liga 1
Se refiere a la Premier League 2, anteriormente conocida como Barclays Premier League Sub-21, es la quinta temporada del torneo desde su creación en 2012,  y la primera desde que el rango de edad se elevó de Sub-21 a Sub-23.
La liga se constituida de dos divisiones, con equipos ubicados en la División 1 o 2 basado en su rendimiento en la temporada 2015-16.
Al final de la temporada, el equipo que termine en la parte superior de la División 1 será coronado como campeón. Los 8 mejores equipos clasificados para la edición 2017-18 partisiparan en la Premier League International Cup. Los dos equipos de la parte baja en la División 1 serán relegados a la División 2 para la temporada 2017/18, además los mejores equipos de la División 2 serán promovidos a la División 1.

### División 1

#### Tabla
Actualizado al último partido de la temporada.
| Pos. | Equipo                   | Pts. | PJ | PG | PE | PP | GF | GC | Dif. |
| ---- | ------------------------ | ---- | -- | -- | -- | -- | -- | -- | ---- |
| 1.º  | Everton Sub-23 (C)       | 48   | 22 | 15 | 3  | 4  | 48 | 21 | 27   |
| 2.º  | Manchester City Sub-23   | 45   | 22 | 13 | 6  | 3  | 54 | 33 | 21   |
| 3.º  | Liverpool Sub-23         | 43   | 22 | 13 | 4  | 5  | 47 | 27 | 20   |
| 4.º  | Arsenal Sub-23           | 33   | 22 | 10 | 3  | 9  | 40 | 32 | 8    |
| 5.º  | Chelsea Sub-23           | 30   | 22 | 7  | 9  | 6  | 40 | 32 | 8    |
| 6.º  | Manchester United Sub-23 | 26   | 22 | 6  | 8  | 8  | 29 | 38 | −9   |
| 7.º  | Sunderland Sub-23        | 25   | 22 | 6  | 7  | 9  | 27 | 37 | −10  |
| 8.º  | Derby County Sub-23      | 24   | 22 | 6  | 6  | 10 | 31 | 42 | −11  |
| 9.º  | Leicester City Sub-23    | 23   | 22 | 5  | 8  | 9  | 31 | 42 | −11  |
| 10.º | Tottenham Hotspur Sub-23 | 22   | 22 | 6  | 4  | 12 | 33 | 44 | −11  |
| 11.º | Reading Sub-23 (D)       | 22   | 22 | 6  | 4  | 12 | 36 | 56 | −20  |
| 12.º | Southampton Sub-23 (D)   | 21   | 22 | 5  | 6  | 11 | 28 | 40 | −12  |

|  | Campeón  |
|  | Descenso |

#### Resultados
Actualizado al último partido de la temporada.
| Local \ Visita(1)        | ARS | CHE | DER | EVE | LEI | LIV | MNC | MNU | REA | SOT | SUN | TOT |
| ------------------------ | --- | --- | --- | --- | --- | --- | --- | --- | --- | --- | --- | --- |
| Arsenal Sub-23           |     | 4–1 | 2–1 | 0–5 | 3–0 | 1–3 | 3–3 | 2–2 | 0–2 | 0–0 | 4–0 | 2–0 |
| Chelsea Sub-23           | 1–2 |     | 2–2 | 2–2 | 0–0 | 4–1 | 3–4 | 3–1 | 2–0 | 3–2 | 3–0 | 3–1 |
| Derby County Sub-23      | 1–3 | 2–1 |     | 2–3 | 0–0 | 0–0 | 2–3 | 5–3 | 2–1 | 2–0 | 0–0 | 1–2 |
| Everton Sub-23           | 1–0 | 1–1 | 2–0 |     | 4–1 | 1–2 | 1–0 | 2–0 | 3–0 | 2–0 | 0–1 | 4–1 |
| Leicester City Sub-23    | 2–1 | 0–4 | 5–0 | 1–4 |     | 1–3 | 3–3 | 0–0 | 3–2 | 0–2 | 2–3 | 2–0 |
| Liverpool Sub-23         | 3–2 | 2–0 | 1–2 | 2–0 | 1–0 |     | 3–2 | 0–1 | 2–0 | 1–4 | 3–0 | 3–2 |
| Manchester City Sub-23   | 1–0 | 2–2 | 4–1 | 3–0 | 1–1 | 1–0 |     | 1–1 | 2–1 | 4–2 | 4–1 | 2–2 |
| Manchester United Sub-23 | 1–0 | 1–1 | 3–2 | 1–3 | 1–0 | 1–1 | 1–3 |     | 0–2 | 3–3 | 0–2 | 3–2 |
| Reading Sub-23           | 2–5 | 2–1 | 3–3 | 3–6 | 2–2 | 1–5 | 3–2 | 2–2 |     | 4–2 | 3–2 | 1–4 |
| Southampton Sub-23       | 1–3 | 0–0 | 0–1 | 1–1 | 2–2 | 2–2 | 0–3 | 2–0 | 3–1 |     | 0–2 | 1–0 |
| Sunderland Sub-23        | 2–1 | 1–1 | 2–2 | 0–1 | 2–2 | 0–0 | 2–4 | 1–3 | 1–1 | 3–0 |     | 2–2 |
| Tottenham Hotspur Sub-23 | 0–2 | 2–2 | 2–0 | 0–2 | 1–4 | 2–6 | 1–2 | 1–1 | 4–0 | 3–1 | 1–0 |     |

### División 2

#### Tabla
Actualizado al último partido de la temporada.
| Pos. | Equipo                         | Pts. | PJ | PG | PE | PP | GF | GC | Dif. |
| ---- | ------------------------------ | ---- | -- | -- | -- | -- | -- | -- | ---- |
| 1.º  | Swansea City Sub-23 (P)        | 52   | 22 | 17 | 1  | 4  | 43 | 22 | 21   |
| 2.º  | Wolverhampton Wanderers Sub-23 | 41   | 22 | 12 | 5  | 5  | 42 | 30 | 12   |
| 3.º  | Newcastle United Sub-23        | 37   | 22 | 11 | 4  | 7  | 34 | 30 | 4    |
| 4.º  | Fulham Sub-23                  | 33   | 22 | 10 | 3  | 9  | 39 | 33 | 6    |
| 5.º  | West Ham United Sub-23 (P)     | 33   | 22 | 9  | 6  | 7  | 32 | 26 | 6    |
| 6.º  | Blackburn Rovers Sub-23        | 32   | 22 | 9  | 5  | 8  | 24 | 28 | −4   |
| 7.º  | Aston Villa Sub-23             | 30   | 22 | 8  | 6  | 8  | 34 | 32 | 2    |
| 8.º  | Brighton & Hove Albion Sub-23  | 28   | 22 | 7  | 7  | 8  | 20 | 22 | −2   |
| 9.º  | West Bromwich Albion Sub-23    | 22   | 22 | 6  | 4  | 12 | 25 | 33 | −8   |
| 10.º | Middlesbrough Sub-23           | 21   | 22 | 5  | 6  | 11 | 25 | 34 | −9   |
| 11.º | Stoke City Sub-23              | 20   | 22 | 4  | 8  | 10 | 25 | 36 | −11  |
| 12.º | Norwich City Sub-23            | 17   | 22 | 4  | 5  | 13 | 18 | 35 | −17  |

|  | Equipo Promovido  |
|  | Equipos Play-offs |

#### Resultados
Actualizado al último partido de la temporada.
| Local \ Visita(1)              | AST | BLB | B&H | FUL | MID | NEW | NOR | STO | SWA | WBA | WHU | WOL |
| ------------------------------ | --- | --- | --- | --- | --- | --- | --- | --- | --- | --- | --- | --- |
| Aston Villa Sub-23             |     | 4–0 | 2–0 | 3–3 | 0–0 | 4–0 | 1–2 | 0–2 | 1–2 | 2–5 | 2–0 | 0–1 |
| Blackburn Rovers Sub-23        | 0–0 |     | 2–0 | 3–2 | 0–0 | 0–2 | 2–0 | 1–1 | 0–1 | 2–1 | 2–1 | 3–2 |
| Brighton & Hove Albion Sub-23  | 1–0 | 2–2 |     | 3–0 | 0–1 | 0–2 | 2–1 | 1–0 | 2–0 | 2–1 | 4–3 | 2–1 |
| Fulham Sub-23                  | 3–0 | 1–0 | 4–0 |     | 1–0 | 2–1 | 0–1 | 2–0 | 2–1 | 1–1 | 4–1 | 1–4 |
| Middlesbrough Sub-23           | 1–2 | 4–1 | 0–0 | 1–4 |     | 0–2 | 2–2 | 2–2 | 2–1 | 2–1 | 0–1 | 0–1 |
| Newcastle United Sub-23        | 4–2 | 1–2 | 1–0 | 3–1 | 2–0 |     | 1–2 | 1–1 | 3–2 | 1–1 | 0–0 | 0–0 |
| Norwich City Sub-23            | 0–1 | 1–3 | 0–0 | 2–2 | 1–2 | 0–3 |     | 0–1 | 0–2 | 2–1 | 0–2 | 0–1 |
| Stoke City Sub-23              | 2–4 | 0–1 | 1–1 | 1–2 | 3–1 | 2–3 | 1–1 |     | 1–4 | 2–1 | 0–3 | 1–1 |
| Swansea City Sub-23            | 2–0 | 2–1 | 1–0 | 2–0 | 3–2 | 3–1 | 2–0 | 2–1 |     | 1–0 | 2–0 | 2–2 |
| West Bromwich Albion Sub-23    | 3–3 | 1–0 | 1–0 | 2–1 | 0–0 | 0–1 | 2–1 | 2–1 | 0–1 |     | 0–4 | 0–1 |
| West Ham United Sub-23         | 0–0 | 1–1 | 0–0 | 2–0 | 1–3 | 3–1 | 2–1 | 1–1 | 2–3 | 2–1 |     | 2–2 |
| Wolverhampton Wanderers Sub-23 | 1–2 | 3–0 | 2–1 | 4–3 | 2–1 | 4–1 | 3–1 | 1–1 | 3–4 | 3–1 | 0–4 |     |

### Play-offs
|  | Semifinales | Semifinales                    | Semifinales |                         |    | Final                  | Final | Final |  |
|  |             |                                |             |                         |    |                        |       |       |  |
|  |             |                                |             |                         |    |                        |       |       |  |
|  | 2°          | Wolverhampton Wanderers Sub-23 | 1           |                         |    |                        |       |       |  |
|  | 2°          | Wolverhampton Wanderers Sub-23 | 1           |                         |    |                        |       |       |  |
|  | 5°          | West Ham United Sub-23         | 2           |                         |    |                        |       |       |  |
|  | 5°          | West Ham United Sub-23         | 2           |                         | 5° | West Ham United Sub-23 | 2     |       |  |
|  |             |                                |             |                         | 5° | West Ham United Sub-23 | 2     |       |  |
|  |             |                                | 3°          | Newcastle United Sub-23 | 1  |                        |       |       |  |
|  | 3°          | Newcastle United Sub-23        | 3°          | Newcastle United Sub-23 | 1  | 2                      |       |       |  |
|  | 3°          | Newcastle United Sub-23        |             |                         |    | 2                      |       |       |  |
|  | 4°          | Fulham Sub-23                  | 0           |                         |    |                        |       |       |  |
|  | 4°          | Fulham Sub-23                  | 0           |                         |    |                        |       |       |  |
|  |             |                                |             |                         |    |                        |       |       |  |

## Liga 2
Liga 2, denominada Professional Development League 2 Sub-23, y está compuesta por dos divisiones regionales, la North Division y la South Division. 
Los equipos jugarán en su propia división en dos ocasiones, y en la otra división una sola vez, para un total de 28 partidos.
Al final de la temporada, los equipos clasificados en las dos primeras posiciones de ambas divisiones se reunirán para disputar los octavos de final para así determinar al campeón general de la Liga 2.

### Tablas

#### North Division
Actualizado al último partido de la temporada.
| Pos. | Equipo                     | Pts. | PJ | PG | PE | PP | GF | GC | Dif. |
| ---- | -------------------------- | ---- | -- | -- | -- | -- | -- | -- | ---- |
| 1.º  | Sheffield Wednesday Sub-23 | 50   | 28 | 15 | 5  | 8  | 43 | 28 | 15   |
| 2.º  | Hull City Sub-23           | 48   | 28 | 15 | 3  | 10 | 51 | 42 | 9    |
| 3.º  | Bolton Wanderers Sub-23    | 46   | 28 | 13 | 7  | 8  | 53 | 42 | 11   |
| 4.º  | Birmingham City Sub-23     | 46   | 28 | 13 | 7  | 8  | 47 | 39 | 8    |
| 5.º  | Crewe Alexandra Sub-23     | 46   | 28 | 13 | 7  | 8  | 53 | 46 | 7    |
| 6.º  | Huddersfield Town Sub-23   | 44   | 28 | 13 | 5  | 10 | 54 | 42 | 12   |
| 7.º  | Sheffield United Sub-23    | 42   | 28 | 12 | 6  | 10 | 49 | 43 | 6    |
| 8.º  | Nottingham Forest Sub-23   | 35   | 28 | 10 | 5  | 13 | 43 | 39 | 4    |
| 9.º  | Barnsley Sub-23            | 31   | 28 | 9  | 4  | 15 | 35 | 50 | −15  |
| 10.º | Leeds United Sub-23        | 24   | 28 | 6  | 6  | 16 | 33 | 52 | −19  |

|  | Equipos para Fase Final |

#### South Division
Actualizado al último partido de la temporada.
| Pos. | Equipo                     | Pts. | PJ | PG | PE | PP | GF | GC | Dif. |
| ---- | -------------------------- | ---- | -- | -- | -- | -- | -- | -- | ---- |
| 1.º  | Charlton Athletic Sub-23   | 53   | 28 | 15 | 8  | 5  | 53 | 26 | 27   |
| 2.º  | Millwall Sub-23            | 42   | 28 | 12 | 6  | 10 | 47 | 33 | 14   |
| 3.º  | Cardiff City Sub-23        | 38   | 28 | 10 | 8  | 10 | 46 | 44 | 2    |
| 4.º  | Coventry City Sub-23       | 38   | 28 | 11 | 5  | 12 | 50 | 58 | −8   |
| 5.º  | Bristol City Sub-23        | 36   | 28 | 10 | 6  | 12 | 45 | 49 | −4   |
| 6.º  | Queens Park Rangers Sub-23 | 36   | 28 | 11 | 3  | 14 | 51 | 63 | −12  |
| 7.º  | Ipswich Town Sub-23        | 35   | 28 | 11 | 2  | 15 | 57 | 54 | 3    |
| 8.º  | Colchester United Sub-23   | 33   | 28 | 8  | 9  | 11 | 42 | 56 | −14  |
| 9.º  | Watford Sub-23             | 32   | 28 | 9  | 5  | 14 | 42 | 65 | −23  |
| 10.º | Crystal Palace Sub-23      | 29   | 28 | 8  | 5  | 15 | 26 | 49 | −23  |

|  | Equipos para Fase Final |

### Fase final
|  | Semifinales                | Semifinales                | Semifinales      |                  |                            | Final                      | Final | Final |  |
|  |                            |                            |                  |                  |                            |                            |       |       |  |
|  |                            |                            |                  |                  |                            |                            |       |       |  |
|  | Sheffield Wednesday Sub-23 | Sheffield Wednesday Sub-23 | 2                |                  |                            |                            |       |       |  |
|  | Sheffield Wednesday Sub-23 | Sheffield Wednesday Sub-23 | 2                |                  |                            |                            |       |       |  |
|  | Millwall Sub-23            | Millwall Sub-23            | 1                |                  |                            |                            |       |       |  |
|  | Millwall Sub-23            | Millwall Sub-23            | 1                |                  | Sheffield Wednesday Sub-23 | Sheffield Wednesday Sub-23 | 3     |       |  |
|  |                            |                            |                  |                  | Sheffield Wednesday Sub-23 | Sheffield Wednesday Sub-23 | 3     |       |  |
|  |                            |                            | Hull City Sub-23 | Hull City Sub-23 | 1                          |                            |       |       |  |
|  | Charlton Athletic Sub-23   | Charlton Athletic Sub-23   | Hull City Sub-23 | Hull City Sub-23 | 1                          | 3 (4)                      |       |       |  |
|  | Charlton Athletic Sub-23   | Charlton Athletic Sub-23   |                  |                  |                            | 3 (4)                      |       |       |  |
|  | Hull City Sub-23 (p.)      | Hull City Sub-23 (p.)      | 3 (5)            |                  |                            |                            |       |       |  |
|  | Hull City Sub-23 (p.)      | Hull City Sub-23 (p.)      | 3 (5)            |                  |                            |                            |       |       |  |
|  |                            |                            |                  |                  |                            |                            |       |       |  |